# Campionati del mondo di corsa campestre 1989
Il XVII Campionato mondiale di corsa campestre si è disputato a Stavanger, in Norvegia, il 19 marzo 1989 allo Scanvest Ring. Vi hanno preso parte 568 atleti in rappresentanza di 41 nazioni. Il titolo maschile è stato vinto da John Ngugi mentre quello femminile da Annette Sergent.

## Nazioni partecipanti
Qui sotto sono elencate le nazioni che hanno partecipato a questi campionati (tra parentesi il numero degli atleti per ciascuna nazione):
- Algeria (12)
- Aruba (1)
- Australia (25)
- Belgio (17)
- Brasile (13)
- Canada (25)
- Cipro (2)
- Colombia (2)
- Danimarca (16)
- Repubblica Popolare Democratica d'Etiopia (20)
- Finlandia (26)
- Francia (26)
- Germania Ovest (7)
- Giamaica (3)

- Giappone (26)
- Gran Bretagna (27)
- Irlanda (22)
- Islanda (12)
- Israele (2)
- Italia (25)
- Kenya (19)
- Marocco (12)
- Mauritius (4)
- Nuova Zelanda (13)
- Norvegia (26)
- Paesi Bassi (11)
- Polonia (11)
- Portogallo (23)

- Romania (5)
- Ruanda (1)
- Spagna (27)
- Stati Uniti (27)
- Svezia (14)
- Svizzera (11)
- Taipei cinese (3)
- Turchia (8)
- Unione Sovietica (22)
- Ungheria (10)
- Venezuela (2)
- Yemen del Nord (6)
- Zambia (4)

## Risultati
I risultati del campionato sono stati:

### Individuale (uomini seniores)
| Pos. | Atleta            | Nazione                                   | Tempo (m's") |
| ---- | ----------------- | ----------------------------------------- | ------------ |
|      | John Ngugi        | Kenya                                     | 39'42"       |
|      | Tim Hutchings     | Gran Bretagna                             | 40'10"       |
|      | Wilfred Kirochi   | Kenya                                     | 40'21"       |
| 4    | Steve Moneghetti  | Australia                                 | 40'24"       |
| 5    | Tesfaye Tafa      | Repubblica Popolare Democratica d'Etiopia | 40'26"       |
| 6    | Alejandro Gómez   | Spagna                                    | 40'29"       |
| 7    | Andrew Masai      | Kenya                                     | 40'32"       |
| 8    | Kipkemboi Kimeli  | Kenya                                     | 40'34"       |
| 9    | Moses Tanui       | Kenya                                     | 40'42"       |
| 10   | John Halvorsen    | Norvegia                                  | 40'45"       |
| 11   | Bruno Le Stum     | Francia                                   | 40'48"       |
| 12   | Francesco Panetta | Italia                                    | 40'51"       |

### Squadre (uomini seniores)
| John Ngugi         | 1    |
| Wilfred Kirochi    | 3    |
| Andrew Masai       | 7    |
| Kipkemboi Kimeli   | 8    |
| Moses Tanui        | 9    |
| Joseph Kiptum      | 16   |
| (Boniface Merande) | (25) |
| (Jackson Ruto)     | (36) |
| (Ibrahim Kinuthia) | (44) |

| Tim Hutchings    | 2     |
| Gary Staines     | 14    |
| David Clarke     | 15    |
| Craig Mochrie    | 22    |
| Dave Lewis       | 45    |
| Richard Nerurkar | 49    |
| (Eamonn Martin)  | (93)  |
| (Geoff Turnbull) | (136) |
| (Roger Hackney)  | (DNF) |

| Tesfaye Tafa           | 5     |
| Bekele Debele          | 13    |
| Wolde Silasse Melkessa | 27    |
| Melese Feissa          | 33    |
| Debebe Demisse         | 37    |
| Haji Bulbula           | 47    |
| (Bedile Kibret)        | (77)  |
| (Demeke Bekele)        | (97)  |
| (Habte Negash)         | (125) |

- Nota: gli atleti tra parentesi non hanno concorso al punteggio totale della squadra

### Individuale (uomini under 20)
| Pos. | Atleta              | Nazione                                   | Tempo (m's") |
| ---- | ------------------- | ----------------------------------------- | ------------ |
|      | Addis Abebe         | Repubblica Popolare Democratica d'Etiopia | 25'07"       |
|      | Kipyego Kororia     | Kenya                                     | 25'31"       |
|      | Stephenson Nyamau   | Kenya                                     | 25:33"       |
| 4    | Thomas Osano        | Kenya                                     | 25'33"       |
| 5    | William Koskei      | Kenya                                     | 25'36"       |
| 6    | Dube Jillo          | Repubblica Popolare Democratica d'Etiopia | 25'40"       |
| 7    | Tesgie Legesse      | Repubblica Popolare Democratica d'Etiopia | 25'52"       |
| 8    | Tesfaye Bekele      | Repubblica Popolare Democratica d'Etiopia | 26'03"       |
| 9    | Christian Leuprecht | Italia                                    | 26'07"       |
| 10   | Lemi Erpassa        | Repubblica Popolare Democratica d'Etiopia | 26'18"       |
| 11   | Assefa Gebremedhin  | Repubblica Popolare Democratica d'Etiopia | 26'29"       |
| 12   | Spencer Duval       | Gran Bretagna                             | 26'32"       |

### Squadre (uomini under 20)
| Kipyego Kororia   | 2    |
| Stephenson Nyamau | 3    |
| Thomas Osano      | 4    |
| William Koskei    | 5    |
| (Jonah Birir)     | (13) |

| Addis Abebe          | 1    |
| Dube Jillo           | 6    |
| Tesgie Legesse       | 7    |
| Tesfaye Bekele       | 8    |
| (Lemi Erpassa)       | (10) |
| (Assefa Gebremedhin) | (11) |

| Christian Leuprecht  | 9     |
| Vincenzo Modica      | 17    |
| Francesco Bennici    | 23    |
| Angelo Giardiello    | 27    |
| (Antonello Barretta) | (110) |
| (Sabino Francavilla) | (121) |

- Nota: gli atleti tra parentesi non hanno concorso al punteggio totale della squadra

### Individuale (donne seniores)
| Pos. | Atleta               | Nazione                                   | Tempo (m's") |
| ---- | -------------------- | ----------------------------------------- | ------------ |
|      | Annette Sergent      | Francia                                   | 22'27"       |
|      | Nadezhda Stepanova   | Unione Sovietica                          | 22'34"       |
|      | Lynn Kanuka-Williams | Canada                                    | 22'41"       |
| 4    | Jane Ngotho          | Kenya                                     | 22'57"       |
| 5    | Jackie Perkins       | Australia                                 | 22'59"       |
| 6    | Lynn Jennings        | Stati Uniti                               | 22'59"       |
| 7    | Jill Hunter          | Gran Bretagna                             | 23'00"       |
| 8    | Véronique Collard    | Belgio                                    | 23'01"       |
| 9    | Yelena Romanova      | Unione Sovietica                          | 23'02"       |
| 10   | Maria Lelut          | Francia                                   | 23'03"       |
| 11   | Luchia Yeshak        | Repubblica Popolare Democratica d'Etiopia | 23'04"       |
| 12   | Conceição Ferreira   | Portogallo                                | 23'13"       |

### Squadre (donne seniores)
| Nadezhda Stepanova    | 2    |
| Yelena Romanova       | 9    |
| Natalya Sorokivskaya  | 20   |
| Regina Chistyakova    | 27   |
| (Natalya Artyomova)   | (67) |
| (Tatyana Pozdnyakova) | (69) |

| Annette Sergent    | 1    |
| Maria Lelut        | 10   |
| Martine Fays       | 17   |
| Marie-Pierre Duros | 32   |
| (Patricia Demilly) | (53) |
| (Rosario Murcia)   | (93) |

| Lynn Jennings        | 6    |
| Margaret Groos       | 16   |
| Carla Borovicka      | 21   |
| Annette Hand         | 25   |
| (Sabrina Dornhoefer) | (29) |
| (Shelly Steely)      | (86) |

- Nota: gli atleti tra parentesi non hanno concorso al punteggio totale della squadra

### Individuale (donne under 20)
| Pos. | Atleta         | Nazione          | Tempo (m's") |
| ---- | -------------- | ---------------- | ------------ |
|      | Malin Ewerlöf  | Svezia           | 15'23"       |
|      | Olga Nazarkina | Unione Sovietica | 15'30"       |
|      | Esther Saina   | Kenya            | 15'41"       |
| 4    | Ann Mwangi     | Kenya            | 15'59"       |
| 5    | Jane Ekimat    | Kenya            | 16'01"       |
| 6    | Lisa Harvey    | Canada           | 16'03"       |
| 7    | Shiki Terasaki | Giappone         | 16'04"       |
| 8    | Mónica Gama    | Portogallo       | 16'12"       |
| 9    | Suzy Walsham   | Australia        | 16'14"       |
| 10   | Tina Hall      | Stati Uniti      | 16'15"       |
| 11   | Yumi Osaki     | Giappone         | 16'16"       |
| 12   | Nicole Corbin  | Australia        | 16'20"       |

### Squadre (donne under 20)
| Esther Saina  | 3  |
| Ann Mwangi    | 4  |
| Jane Ekimat   | 5  |
| Tegla Loroupe | 28 |

| Olga Nazarkina       | 2    |
| Elena Khaliman       | 18   |
| Larisa Alekseyeva    | 21   |
| Svetlana Yepishkina  | 27   |
| (Svetlana Nesterova) | (29) |
| (Olga Bogdanova)     | (32) |

| Mónica Gama      | 8    |
| Carla Sacramento | 17   |
| Carla Machado    | 20   |
| Luisa Diaz       | 39   |
| (Carla Azeitero) | (54) |
| (Ana Oliveira)   | (74) |

- Nota: gli atleti tra parentesi non hanno concorso al punteggio totale della squadra

## Medagliere
Legenda
     Paese ospitante
| Posizione | Paese            | Oro | Argento | Bronzo | Totale |
| --------- | ---------------- | --- | ------- | ------ | ------ |
| 1         | Kenya            | 4   | 1       | 3      | 8      |
| 2         | Unione Sovietica | 1   | 3       | 0      | 4      |
| 3         | Etiopia          | 1   | 1       | 1      | 3      |
| 4         | Francia          | 1   | 1       | 0      | 2      |
| 5         | Svezia           | 1   | 0       | 0      | 1      |
| 6         | Gran Bretagna    | 0   | 2       | 0      | 2      |
| 7         | Canada           | 0   | 0       | 1      | 1      |
| 7         | Italia           | 0   | 0       | 1      | 1      |
| 7         | Portogallo       | 0   | 0       | 1      | 1      |
| 7         | Stati Uniti      | 0   | 0       | 1      | 1      |
| Totale    | Totale           | 8   | 8       | 8      | 24     |